# Motor Abadal
El Motor Abadal fou un motor d'aviació obra de l'enginyer Paco Abadal. Fabricat entre el 1917 i 1918, la seva arquitectura en «Y», amb tres blocs de cilindres, un d'ells invertit, el fan curiós. Recorda clarament als motors Hispano-Suiza de l'època (com ara el 8A), però amb una fila més de cilindres, la invertida.